# Motorrad-Europameisterschaft 1938
Die Titel der Motorrad-Europameisterschaft 1938 wurden erstmals in der Geschichte an die Rennfahrer vergeben, die in ihrer Hubraum-Klasse bei den zur EM zählenden Grands Prix die meisten Punkte erzielen konnten. Vorher wurden seit 1924 jeweils die Fahrer Europameister, die den jährlich im Rahmen eines nationalen Grand Prix ausgetragenen Großen Preis der F.I.C.M. in den verschiedenen Hubraumkategorien gewinnen konnten.
In allen Klassen wurden acht Rennen ausgetragen.

## Wissenswertes
- Ursprünglich war auch der Grand Prix von Schweden als EM-Lauf vorgesehen, das Rennen wurde jedoch annulliert.
- Beim Grand Prix von Belgien wurde auch ein 175-cm³-Lauf ausgetragen, der jedoch nicht zur EM gezählt wurde. Es siegte der Belgier Léon Neumann auf DKW.
- Beim Grand Prix der Schweiz wurde ein Rennen für 600-cm³-Gespanne veranstaltet, das ebenfalls nicht zur EM zählte. Es siegte das britische Duo Arthur Horton / Les Seals auf Norton.
- Auch beim Grand Prix der U.M.F. fand ein nicht zur Europameisterschaft zählendes 175er-Rennen statt, das Bernhard Petruschke auf DKW gewann.
- Die Austragungsorte des Grand Prix von Frankreich, der in dieser Zeit als Grand Prix der U.M.F., ausgetragen wurde, wechselten jährlich. Im Jahr 1938 wurde er erstmals auf dem Circuit de la Promenade des Anglais in Nizza ausgetragen.

### Todesfälle
- Der 29 Jahre alte Brite Jack Moore kam beim 350-cm³-Rennen der Tourist Trophy ums Leben. Er war in der dritten Runde kurz nach Ramsey beim Überholen in einer Linkskurve von der Strecke abgekommen, gegen einen Betonpfeiler geprallt und auf die Fahrbahn zurückgeschleudert worden. Moore war auf der Stelle tot.[1]

## Punkteverteilung
| Platz  | 1 | 2 | 3 | 4 | 5 | 6 |
| Punkte | 6 | 5 | 4 | 3 | 2 | 1 |

In die Wertung kamen alle erzielten Resultate.

## 500-cm³-Klasse

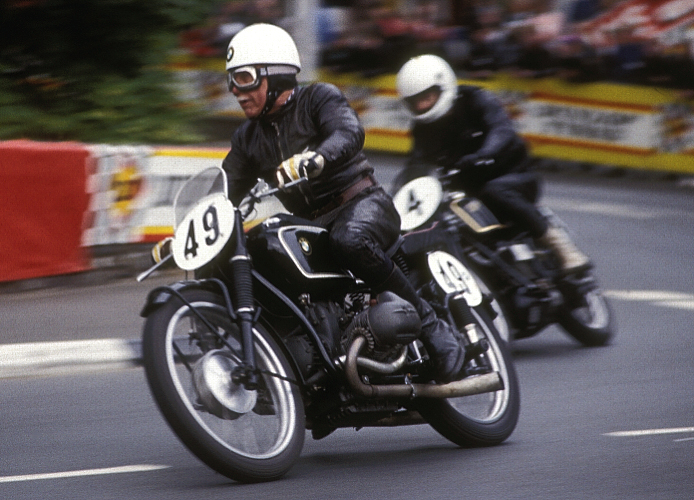
Der Europameister Georg Meier 1989 auf der Isle of Man auf BMW 255 Kompressor.

### Saisonverlauf
Die Halbliterklasse sah einen spannenden Kampf zwischen dem britischen Norton-Werksfahrer Harold Daniell und dem Deutschen Georg Meier, der für BMW startete.
Den ersten Saisonlauf, die Tourist Trophy auf der Isle of Man gewann der 27-jährige Londoner Harold Daniell, der im Norton-Werksteam die Nachfolge des 1937 tödlich verunglückten Jimmie Guthrie angetreten hatte. Beim folgenden Großen Preis von Belgien in Spa-Francorchamps feierte der BMW-Werksfahrer „Schorsch“ Meier seinen ersten Grand-Prix-Sieg. Der Grand Prix der Schweiz sah wieder Daniell als Sieger.
Nachdem die Werksteams in Frankreich nicht antraten und Norton auch in Assen, wo Meier siegte, wegen finanzieller Unstimmigkeiten mit dem Veranstalter fehlte, schmolz Daniells Vorsprung auf den Bayern in der Gesamtwertung auf drei Zähler zusammen. Beim Großen Preis von Deutschland auf dem Sachsenring gewann der „Gusseiserne“, wie man Meier auch nannte, vor ca. 300.000 Zuschauern erneut. Im Ziel hatte er etwa zwei Minuten Vorsprung auf Harold Daniell, der seine EM-Führung dennoch verteidigte.
Beim Ulster Grand Prix in Nordirland starteten die deutschen und italienischen Werksteams nicht. Harold Daniell konnte daraus aber kein Kapital schlagen. Er schied wegen eines Radlagerschadens am Hinterrad seiner Maschine aus. Es siegte wie schon im Vorjahr Jock West auf BMW.
Beim Großen Preis von Italien in Monza fehlte Norton erneut, weshalb „Schorsch“ Meier bereits Platz fünf zum Titelgewinn genügt hätte. Der Bayer siegte vor seinem Teamkollegen „Wiggerl“ Kraus und krönte sich zum 500-cm³-Europameister 1938. Er ist damit der einzige deutsche Halbliter-Europameister der Geschichte.

### Rennergebnisse
|   | Datum      | Rennen                    | Strecke           | Platz 1        | Platz 2               | Platz 3         |
| - | ---------- | ------------------------- | ----------------- | -------------- | --------------------- | --------------- |
| 1 | 13.–17.06. | XXVII. Isle of Man TT     | Mountain Course   | Harold Daniell | Stanley Woods         | Freddie Frith   |
| 2 | 26.06.     | XVIII. GP von Belgien     | Spa-Francorchamps | Georg Meier    | Freddie Frith         | Jock West       |
| 3 | 17.07.     | XV. GP der Schweiz        | Genf              | Harold Daniell | Freddie Frith         | Georges Cordey  |
| 4 | 24.07.     | 16ème Grand Prix de l’UMF | Nizza             | Georges Cordey | „Cora“ 1              | Roger Fouminet  |
| 5 | 30.07.     | XIV. Dutch TT             | Assen             | Georg Meier    | Bertus van Hamersveld | Dorino Serafini |
| 6 | 07.08.     | XIII. GP von Deutschland  | Sachsenring       | Georg Meier    | Harold Daniell        | Freddie Frith   |
| 7 | 20.08.     | XVII. Ulster GP           | Clady             | Jock West      | Ginger Wood           | David Whitworth |
| 8 | 25.09.     | V. GP von Italien         | Monza             | Georg Meier    | Ludwig Kraus          | Silvio Vailati  |

### Fahrerwertung
| 1  | Georg Meier           | BMW       | 24 |
| 2  | Harold Daniell        | Norton    | 20 |
| 3  | Freddie Frith         | Norton    | 18 |
| 4  | Jock West             | BMW       | 12 |
| 5  | Georges Cordey        | Norton    | 10 |
| 6  | Ludwig Kraus          | BMW       | 8  |
| 7  | Stanley Woods         | Velocette | 5  |
|    | Bertus van Hamersveld | BMW       | 5  |
|    | „Cora“ 1              | Velocette | 5  |
|    | Ginger Wood           | Velocette | 5  |
| 11 | Dorino Serafini       | Gilera    | 4  |
|    | Roger Fouminet        | Saroléa   | 4  |
|    | David Whitworth       | Velocette | 4  |
|    | Silvio Vailati        | Gilera    | 4  |
| 15 | Hans Bock             | Norton    | 4  |

| 16 | John White       | Norton    | 3 |
|    | „Grizzly“ 2      | Saroléa   | 3 |
|    | Franz Vaasen     | Norton    | 3 |
|    | Georges Berthier | Saroléa   | 3 |
|    | Ron Mead         | Norton    | 3 |
|    | Carlo Fumagalli  | Gilera    | 3 |
| 22 | Noel Pope        | Norton    | 2 |
|    | Wilhelm Herz     | DKW       | 2 |
|    | „Walter“ 3       |           | 2 |
|    | Roy Evans        | BSA       | 2 |
| 26 | Ted Mellors      | Velocette | 1 |
|    | Auguste Goffin   | Rudge     | 1 |
|    | Theo Zwolle      | Norton    | 1 |
|    | Hans Lommel      | DKW       | 1 |
|    | Jock McCredie    | Rudge     | 1 |

## 350-cm³-Klasse

### Saisonverlauf
Den Titel in der 350-cm³-Klasse sicherte sich Ted Mellors aus Chesterfield. Der Engländer gewann drei der acht Rennen, fuhr insgesamt fünf Podiumsplätze ein und krönte sich beim vorletzten Lauf, dem Ulster Grand Prix zum Europameister. Vize wurde der Norton-Werksfahrer John „Crasher“ White.

### Rennergebnisse
|   | Datum      | Rennen                    | Strecke           | Platz 1        | Platz 2          | Platz 3            |
| - | ---------- | ------------------------- | ----------------- | -------------- | ---------------- | ------------------ |
| 1 | 13.–17.06. | XXVII. Isle of Man TT     | Mountain Course   | Stanley Woods  | Ted Mellors      | Freddie Frith      |
| 2 | 26.06.     | XVIII. GP von Belgien     | Spa-Francorchamps | John White     | Ted Mellors      | Siegfried Wünsche  |
| 3 | 17.07.     | XV. GP der Schweiz        | Genf              | Harold Daniell | Freddie Frith    | Siegfried Wünsche  |
| 4 | 24.07.     | 16ème Grand Prix de l’UMF | Nizza             | Roger Loyer    | Robert Braccini  | Miguel Simó        |
| 5 | 30.07.     | XIV. Dutch TT             | Assen             | Ted Mellors    | Willy van Gent   | Franz-Josef Binder |
| 6 | 07.08.     | XIII. GP von Deutschland  | Sachsenring       | John White     | Walfried Winkler | Siegfried Wünsche  |
| 7 | 20.08.     | XVII. Ulster GP           | Clady             | Ted Mellors    | Walter Rusk      | Les Archer         |
| 8 | 25.09.     | V. GP von Italien         | Monza             | Ted Mellors    | „Cora“           | Franz-Josef Binder |

### Fahrerwertung
| 1  | Ted Mellors          | Velocette      | 34 |
| 2  | John White           | Norton         | 15 |
| 3  | Siegfried Wünsche    | DKW            | 12 |
| 4  | Roger Loyer          | Velocette      | 10 |
| 5  | Freddie Frith        | Norton         | 9  |
| 6  | Harold Daniell       | Norton         | 8  |
| 7  | Franz-Josef Binder 4 | Velocette      | 8  |
| 8  | Stanley Woods        | Velocette      | 6  |
| 9  | Jimmy Little         | Velocette      | 6  |
| 10 | Willy van Gent       | Velocette      | 5  |
|    | Walfried Winkler     | DKW            | 5  |
|    | Robert Braccini      | Monet et Goyon | 5  |
|    | Walter Rusk          | Norton         | 5  |
|    | „Cora“ 1             | Velocette      | 5  |
| 15 | Miguel Simó          | Terrot         | 4  |

|    | Les Archer          | Velocette    | 4 |
| 17 | Karl Rührschneck    | DKW          | 3 |
|    | Ernst Pokora        | Norton       | 3 |
|    | Bertoni             |              | 3 |
|    | Bob Foster          | A.J.S.       | 3 |
| 21 | Fergus Anderson     | NSU          | 2 |
| 22 | Ernst Hänni         | Norton       | 2 |
|    | Karl Bodmer         | NSU          | 2 |
|    | Crossasso           | Magnat-Debon | 2 |
| 25 | David Whitworth     | Velocette    | 1 |
|    | Bruno Ahlswede      | Velocette    | 1 |
|    | Svend-Aage Sørensen | Excelsior    | 1 |
|    | W. Hentze           | NSU          | 1 |
|    | R. Champetier       | Norton       | 1 |
|    | L. Higgins          | Velocette    | 1 |

## 250-cm³-Klasse

### Saisonverlauf
In der 250-cm³-Klasse gewann der deutsche DKW-Werksfahrer Ewald Kluge auf der ULD 250 überlegen den Titel.
Bereits beim ersten Rennen, der Tourist Trophy auf der Isle of Man, fuhr er einen überlegenen Sieg ein. Kluge hatte im Ziel über elf Minuten Vorsprung auf den zweitplatzierten Ginger Wood auf Excelsior. Der Sachse wurde damit erster deutscher TT-Sieger der Geschichte und erster Sieger auf einem Zweitakter seit 1922. In den folgenden Grands Prix dominierten die Zschopauer DKWs nach Belieben. Beim Großen Preis der Schweiz belegten sie die ersten sieben Plätze.
Bei seinem Heimrennen, dem Großen Preis von Deutschland auf dem Sachsenring, dem drittletzten Lauf der Saison, krönte sich Ewald Kluge vor über 300.000 Zuschauern, die ihn frenetisch feierten, zum Europameister. Bei den verbleibenden beiden EM-Rennen trat er nicht mehr an. Da der gebürtige Lausaer der Fahrer mit den meisten gesammelten Punkten der Saison in allen drei Klassen war, wurde Ewald Kluge am Saisonende außerdem der Titel Meister der Meister verliehen.

### Rennergebnisse
|   | Datum      | Rennen                    | Strecke           | Platz 1        | Platz 2             | Platz 3            |
| - | ---------- | ------------------------- | ----------------- | -------------- | ------------------- | ------------------ |
| 1 | 13.–17.06. | XXVII. Isle of Man TT     | Mountain Course   | Ewald Kluge    | Ginger Wood         | Henry Tyrell-Smith |
| 2 | 26.06.     | XVIII. GP von Belgien     | Spa-Francorchamps | Ewald Kluge    | Bernhard Petruschke | Hermann Gablenz    |
| 3 | 17.07.     | XV. GP der Schweiz        | Genf              | Ewald Kluge    | Bernhard Petruschke | Walfried Winkler   |
| 4 | 24.07.     | 16ème Grand Prix de l’UMF | Nizza             | Ewald Kluge    | Bernhard Petruschke | Emilio Soprani     |
| 5 | 30.07.     | XIV. Dutch TT             | Assen             | Ewald Kluge    | Bernhard Petruschke | Hermann Gablenz    |
| 6 | 07.08.     | XIII. GP von Deutschland  | Sachsenring       | Ewald Kluge    | Bernhard Petruschke | Karl Lottes        |
| 7 | 20.08.     | XVII. Ulster GP           | Clady             | Ernie Thomas   | Henry Tyrell-Smith  | Chris Tattersall   |
| 8 | 25.09.     | V. GP von Italien         | Monza             | Emilio Soprani | Bruno Martelli      | Amilcare Rossetti  |

### Fahrerwertung
| 1  | Ewald Kluge         | DKW       | 36 |
| 2  | Bernhard Petruschke | DKW       | 25 |
| 3  | Hermann Gablenz     | DKW       | 13 |
| 4  | Emilio Soprani      | Benelli   | 10 |
| 5  | Henry Tyrell-Smith  | Excelsior | 9  |
| 6  | Amilcare Rossetti   | Benelli   | 7  |
| 7  | Ernie Thomas        | DKW       | 6  |
| 8  | Otto Kohfink        | DKW       | 6  |
| 9  | Ginger Wood         | Excelsior | 5  |
|    | Bruno Martelli      | Benelli   | 5  |
| 11 | Walfried Winkler    | DKW       | 4  |
|    | Karl Lottes         | DKW       | 4  |
|    | Chris Tattersall    | CTS       | 4  |
| 14 | Alfred Hartmann     | DKW       | 4  |

| 15 | Maurice Cann     | Excelsior  | 3 |
|    | Piet van Dinter  | DKW        | 3 |
|    | Frank Cadman     | Excelsior  | 3 |
|    | Omobono Tenni    | Moto Guzzi | 3 |
| 19 | Charlie Manders  | Excelsior  | 2 |
|    | Hans Pätzold     | DKW        | 2 |
|    | Walter Sontag    | DKW        | 2 |
|    | Stanley Miller   | OK-Supreme | 2 |
|    | Guglielmo Sandri | Moto Guzzi | 2 |
| 24 | Jock Forbes      | Excelsior  | 1 |
|    | Léonard Notet    | DKW        | 1 |
|    | Herbert Drews    | DKW        | 1 |
|    | R. Hulme         | Excelsior  | 1 |
|    | Nello Pagani     | Moto Guzzi | 1 |

## Verweise